# Mok (ziekte)
Mok is een verzamelnaam voor verschillende vormen van huidirritaties en -ontstekingen aan de onderbenen van een paard, voornamelijk in de kootholte (aan de achterzijde van het been vlak boven de hoef). De problemen komen vaker voor in de nazomer en de herfst en kunnen hardnekkig zijn. Deze paardenziekte is niet besmettelijk voor andere paarden.
Om de ziekte te voorkomen is een droge stal belangrijk, een goede bodembedekker kan helpen, zaagsel is beter dan stro. De benen van het paard moeten goed droog worden gehouden.

## Oorzaken
Mok kan vele oorzaken hebben, die vaak ook gecombineerd voorkomen.
- Invloeden van buitenaf op dit deel van het been dat zich dicht bij de grond bevindt, zoals vuil, diarree, modder, te vaak wassen en insectenbeten, waardoor de huid beschadigd raakt. De huid in de kootholte beweegt mee met iedere beweging van het paard, waardoor de beschadiging niet snel herstelt.
- Zomermok komt door invloeden van zonlicht en irriterende stoffen in het gras.
- Bacteriële infecties kunnen vervolgens makkelijk een voedingsbodem vinden in de beschadigde huid en kunnen dan nog meer problemen veroorzaken, zoals infecties, waardoor natte mok ontstaat.
- Zonnebrand, bij lichtgekleurde, of witte huid.
- Schimmelinfecties.
- Schurftmijt. De Chorioptesmijt nestelt zich in de vochtige, warme omgeving van de kootholte.
- Een verminderde weerstand kan bijdragen aan het ontstaan van mok.

## Symptomen
Verschijnselen zijn roodheid, schilfers, korstjes en kloven in de kootholte. Bacteriën, schimmels, mijten gedijen goed in deze omgeving. De huid is verdikt en soms is er sprake van vochtig eczeem. Het paard kan de achterbenen langs elkaar schuren of stampen met het been, ten teken van jeuk en er kan kreupelheid optreden. Als het hele onderbeen of zelfs het gehele been dikker is wordt dit Einschuss genoemd: de lymfebanen zijn ontstoken, van onderaf wordt het been dik, pijnlijk en warm en het paard krijgt koorts.

## Behandeling
De behandeling hangt af van de oorzaak. Om de mijten of schimmels te vinden wordt een huidafkrabsel gemaakt door de dierenarts. Effectieve behandeling kan erg lastig zijn, maar moet in ieder geval gericht zijn op de oorzaken van de mok.
- De kootholte scheren.
- Wassen met betadineshampoo, korsten laten zitten, nadrogen met een föhn en de korsten goed soepel houden met vet.(Sommige dierenartsen kiezen ervoor om de korsten te verwijderen omdat de zalf zo beter kan indringen)
- Zalven met mokzalf. Bij ernstige gevallen kiezen voor zalven die corticosteroïden bevatten tegen de ontsteking, antibiotica tegen de bacteriële infecties, of middelen tegen parasieten of schimmels toevoegen aan de zalf.
- Bij ernstige gevallen kan naast de lokale behandeling extra ondersteuning met antibiotica of ontstekingsremmers nodig zijn.
- Zomermok: roze  onderhuid is vatbaarder voor het verbranden van de huid dan zwarte onderhuid, het paard met zonnig weer inwrijven met zonnecrème in de kootholte (factor 50) is een mogelijkheid. Ook kan het paard in de wei gelaten met springschoenen aan, uiteraard moet de zonnecrème meerdere keren aangebracht worden.